# Stephanie Boberg
Stephanie Boberg, född 1994, är en svensk innebandyspelare från Viken. 2016 spelar hon för SSL laget Pixbo Wallenstam med nummer 10 på ryggen, och har även en plats i svenska landslaget. I Pixbo Wallenstam startade hon sin karriär som back säsongen 2013-2014. Sedan säsongen 2018/2019 spelar hon för det gotländska SSL laget Endre IF.
Hennes moderklubb är Höganäs IBF, och säsongen 2010/11 började hon spela i seniorlaget i FBC Engelholm, som hösten 2012 gick upp i division 1.